# Église Santa Maria dell'Anima
L'église Santa Maria dell'Anima (en français : Sainte-Marie-de-l'Âme) est un édifice religieux et lieu de culte catholique situé dans le quartier Ponte à Rome en Italie, à l'ouest de la place Navona et à proximité de l'Église Santa Maria della Pace. Son origine remonte au XIVe siècle. Adjacente au collège teutonique elle est l'une des églises nationales allemandes à Rome.
Dans cette église sont enterrés le pape Adrien VI, ancien archevêque d'Utrecht et professeur de l'université de Louvain, ainsi que les cardinaux Willem van Enckenvoirt et André d'Autriche.

## Histoire

### XIVeetXVesiècles
Santa Maria dell'Anima est l'une des nombreuses institutions caritatives médiévales construites pour les pèlerins à Rome. L'église trouve son origine en 1350, lorsque Johannes (Jan) et Katharina Peters de Dordrecht achètent trois maisons et les transforment en un hospice privé pour les pèlerins, à l'occasion du Jubilé de 1350. Jan Peters a peut-être été un marchand Néerlandais ou un soldat du pape. Ils appellent l'hospice Beatae Mariae animarum (Sainte Marie des âmes). Il est érigé sur son site actuel en 1386. Au XVe siècle, Santa Maria dell'Anima est agrandi pour devenir une auberge pour les visiteurs de tout le Saint-Empire romain germanique, même si au départ les occupants proviennent principalement des Pays-Bas et, à partir du milieu du XVe siècle, de la Rhénanie.

La fondation de l'hospice est confirmée par la bulle pontificale du pape Boniface IX, le 9 novembre 1399, qui lui accorde des indulgences.
En 1406, il est élevé au rang d'institution nationale et lié à une fraternité régi par des proviseurs et une congrégation. Le 21 mai 1406 le pape Innocent VII dans sa bulle Piae postulatio déclare exempter l'hospice de toute juridiction sauf, la juridiction papale, et le place sous sa protection immédiate. En 1418, l'hospice est considérablement enrichi par l'héritage de son second fondateur, Diedrich de Niem (en).
Les papes du XVe siècle, à l'exception du pape Sixte IV, accordent à l'église certains privilèges : en 1431, une église est construite sur la place de la chapelle de l'hospice (consacrée par le pape Eugène IV en 1444) et la communauté est unie à l'hospice allemand de Saint-André, qui avait été fondé en 1372 par le prêtre Nicolas de Kulm. Au cours des XVe siècle et XVIe siècle, Santa Maria dell'Anima devient le centre national et religieux ainsi que le lieu de sépulture du Saint Empire romain germanique à Rome.

### XVIeetXVIIesiècles

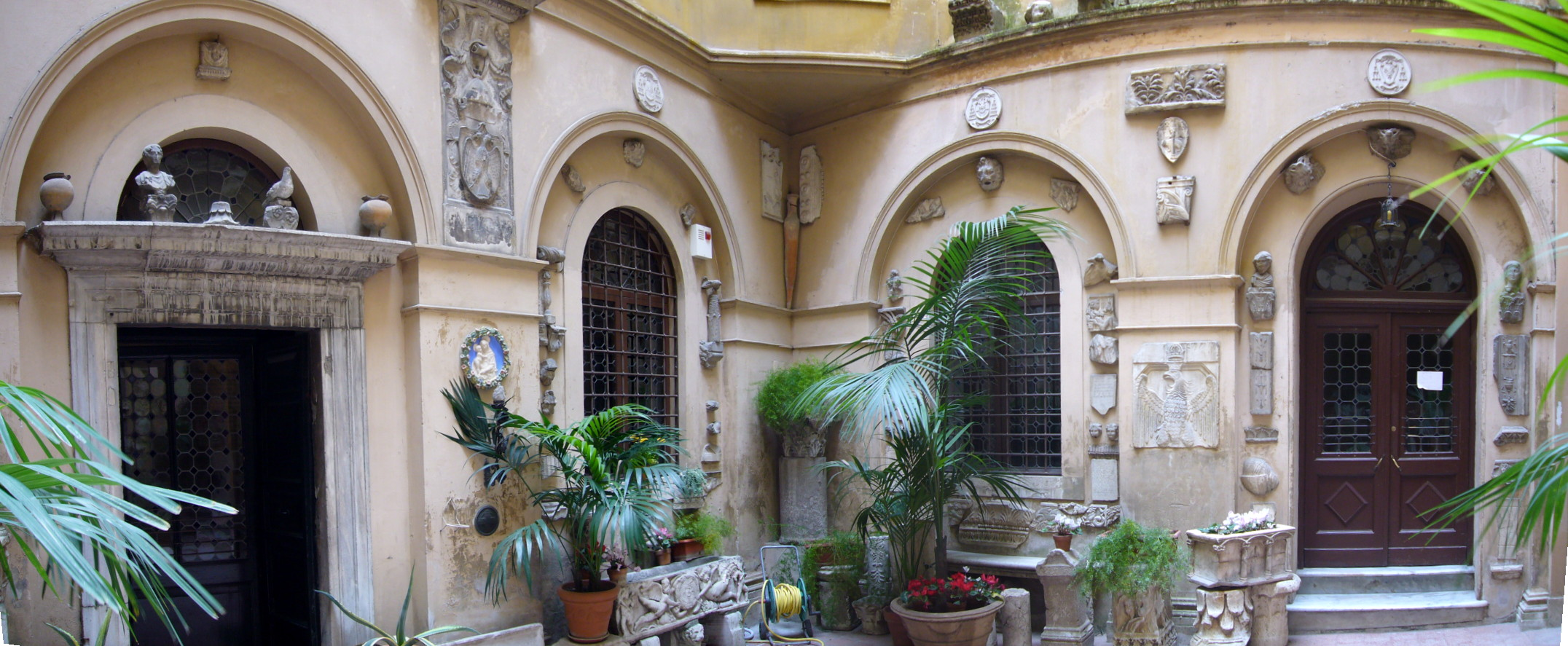
La cour

Johann Burchard de Strasbourg rejoint la Confrérie de Santa Maria dell'Anima et en devient son doyen à la fin du XVe siècle. Alors qu'il occupe cette fonction, il est décidé de reconstruire l'église pour le Jubilé de 1500. L'église actuelle, qui doit son style Renaissance à l'influence de Bramante, est reconstruite grâce aux souscriptions allemandes, entre 1499 et 1522. Elle est située sur le site de l'ancienne église, elle-même construite entre 1431 et 1499 et décorée par les plus grands artistes de l'époque.
L'église est construite dans le style d'une église-halle, typique de l'Europe du Nord, mais qui détonne au milieu des églises italiennes à Rome. Andrea Sansovino est retenu comme architecte. La façade est réalisée par Giuliano da Sangallo. La nouvelle église n'est consacrée que le 25 novembre 1542.

### XVIIIeetXXesiècles

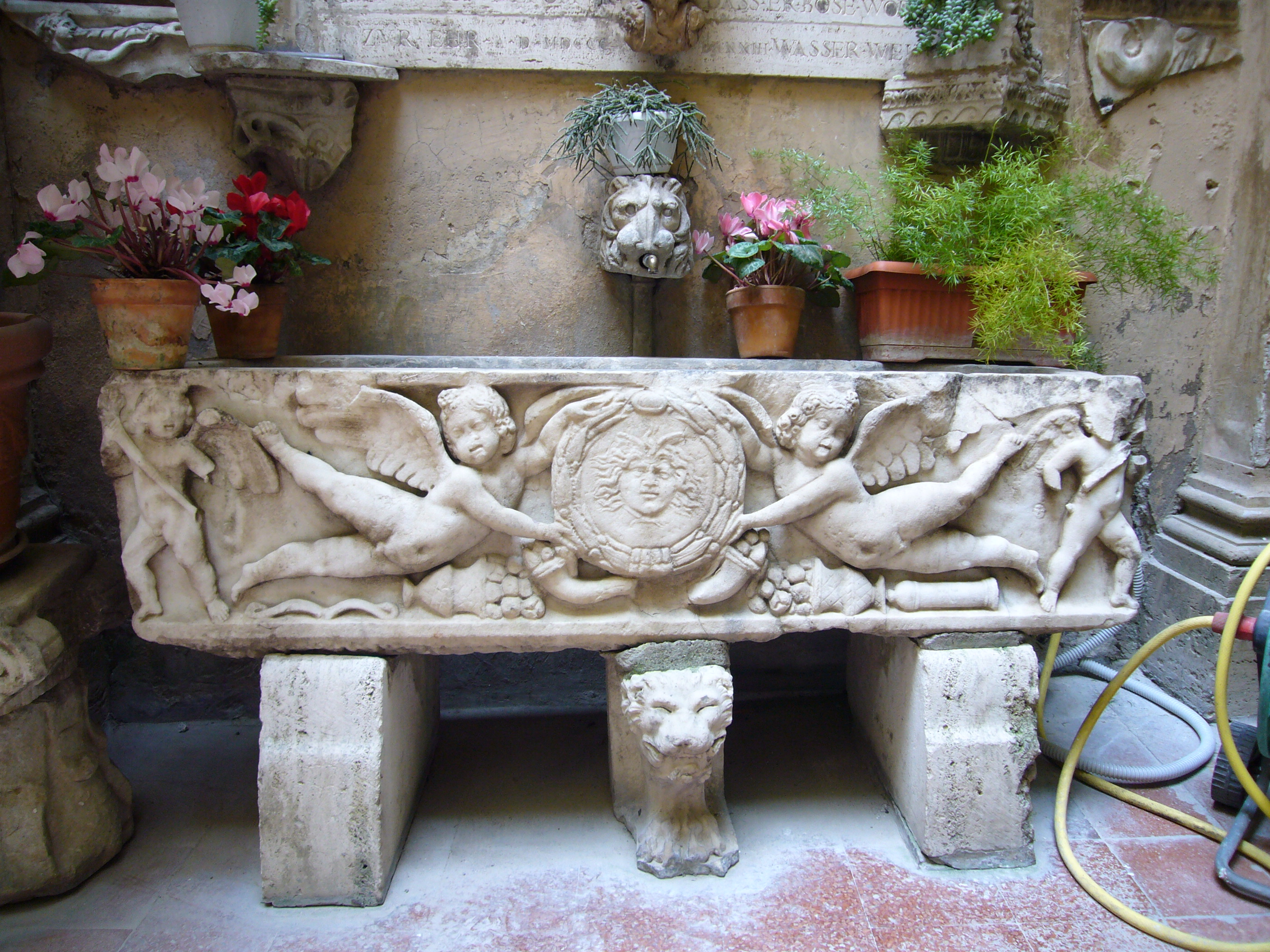
Sarcophage romain dans la cour

Pendant l'occupation napoléonienne, l'église est pillée et la sacristie utilisée comme écurie. En 1844, la nouvelle communauté belge s'installe à l'église San Giuliano dei Fiamminghi. En 1859, sous l'influence du nationalisme de l'époque, la confrérie est transformée en un séminaire allemand et rebaptisée Collège teutonique. Les catholiques hollandais choisissent Santa Maria dell'Anima en tant qu'église nationale à Rome, mais à la suite de conflits prolongés ils la quittent en 1939. Depuis 1992, c'est l'église Santi Michele e Magno, à proximité du Vatican, qui a pris ce rôle.

## Patrimoine
Parmi les trésors artistiques de l'église:
- Un retable peint par Giulio Romano entre 1521-1522 pour la famille Fugger, représentant la Sainte Famille et les bailleurs de fonds (Mark et Giacomo Fugger). Un autre retable (1532) de Lorenzo Lotti.
- Plusieurs monuments funéraires:

Dans l'abside, à droite :
- - du pape Adrien VI (1459-1523), commandé par son ami, le cardinal Willem van Enckenvoirt et conçu en partie par Baldassarre Peruzzi.

Dans l'abside, à gauche :
Monument funéraire du duc de Clèves (Karl Friedrich Jülich-Kleve-Berg, 1575, par Nicolas d'Arras (Nicolas Pippe), auteur également du monument funéraire d'Egon von Furstemberg (Aegonifurstembergi), à gauche de l'ouverture de l'abside, et dans le couloir de la sacristie d'un grand bas relief :" Grégoire XIII remettant l'estoc et le bonnet au prince Jûlich-Kleve-Berg (Voir H. Economopoulos, "Stefano Maderno".
- - de Willem van Enckenvoirt (1464-1534), évêque de Tortosa (1522-1534) et d'Utrecht (1529-1534). Le monument fait par Giovanni Mangoni était à l'origine situé à côté de celui du pape Adrien, mais a été déplacé à proximité de l'entrée principale en 1575
  - d'André d'Autriche (1558-1600), cardinal depuis 1573 [1]
- Plusieurs tableaux de valeur :
  - Une descente de croix (1550) de Francesco Salviati
  - Un tableau de Girolamo Siciolante da Sermoneta
  - Les miracles de Saint Bennon et le martyre de Saint-Lambert (1618) peint par Carlo Saraceni
- Une cour intérieure qui abrite des découvertes antiques

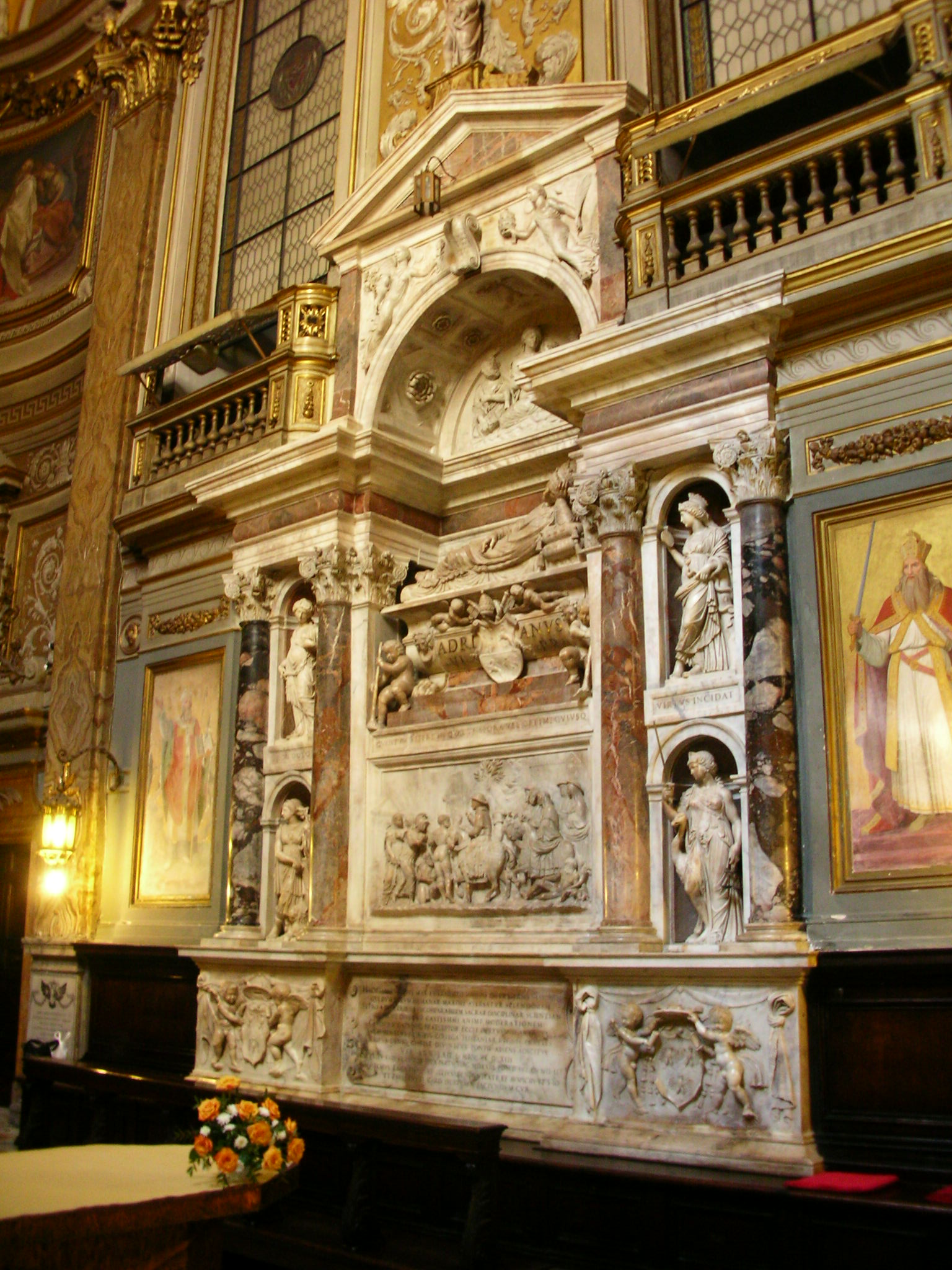
Tombeau du pape Adrien VI